# Mangala
Mangala (sànscrit: मङ्गल, IAST: Maṅgala) és el nom de Mart, el planeta vermell, en els textos hindús. També conegut com Lohit (que significa vermell), és el déu de la ira, el celibat i, de vegades, és vinculat al déu Murugan (Skanda). Els seus orígens varien segons els diferents textos mitològics: a la majoria dels textos és fill de Bhumi, la deessa de la Terra i Vishnu, nascut quan la va criar de les profunditats de l'aigua a l'avatar de Varaha. En altres mites, neix de la suor o gota de sang de Xiva.

## Planeta
Mangala com a planeta apareix en diversos textos astronòmics hindús en sànscrit, com ara al segle V a Aryabhatiya d'Aryabhata, al segle VI a Romaka de Latadeva i Panca Siddhantika de Varahamihira, al Khandakhadyaka del segle VII de Brahmagupta i al segle VIII a Sisyadhivrddida de Lalla. Aquests textos presenten Mangala com un dels planetes i estimen les característiques del moviment planetari respectiu. Altres textos com Surya Siddhanta, datats d’haver estat completats en algun moment entre el segle v i el segle x, presenten els seus capítols sobre diversos planetes amb mitologies de la divinitat.
Els manuscrits d'aquests textos existeixen en versions lleugerament diferents, presenten el moviment de Mangala al cel, però varien en les seves dades, el que suggereix que el text estava obert i va ser revisat al llarg de les seves vides.
Els erudits hindús del primer mil·lenni de la CE havien estimat el temps que van trigar les revolucions siderals de cada planeta, inclòs Mangala, a partir dels seus estudis astronòmics, amb resultats lleugerament diferents:
| Font                | Temps calculat per sidereal revolució      |
| Surya Siddhanta     | 686 dies, 23 hores, 56 minuts, 23.5 segons |
| Siddhanta Shiromani | 686 dies, 23 hores, 57 minuts, 1.5 segons  |
| Ptolemy             | 686 dies, 23 hores, 31 minuts, 56.1 segons |
| Càlculs de segle XX | 686 dies, 23 hores, 30 minuts, 41.4 segons |

## Calendari i zodíac
Mangala és l'arrel de la paraula "Mangalavara" o dimarts al calendari hindú. La paraula "dimarts" del calendari grecoromà i d'altres calendaris indoeuropeus també està dedicada al planeta Mart, fa referència al "dia de Tīw", el dia de Tiw o Týr, el déu de la guerra i la victòria. Tiw es va equiparar a Mart en altres mitologies indoeuropees. La paraula मंगल també significa "propici", però el planeta मंगल es considera malèfic.
Mangala forma part del Navagraha en el sistema zodiacal hindú. El paper i la importància del Navagraha es va desenvolupar amb el pas del temps amb diverses influències. El primer treball d'astrologia registrat a l'Índia és el Vedanga Jyotisha, que va començar a compilar-se al segle xiv aC. Possiblement es basava en obres de la civilització de la vall de l'Indus, així com en diverses influències estrangeres. L'astrologia babilònica, que va ser la primera astrologia i calendari a desenvolupar-se, i que va ser adoptada per diverses civilitzacions, inclosa l'Índia.

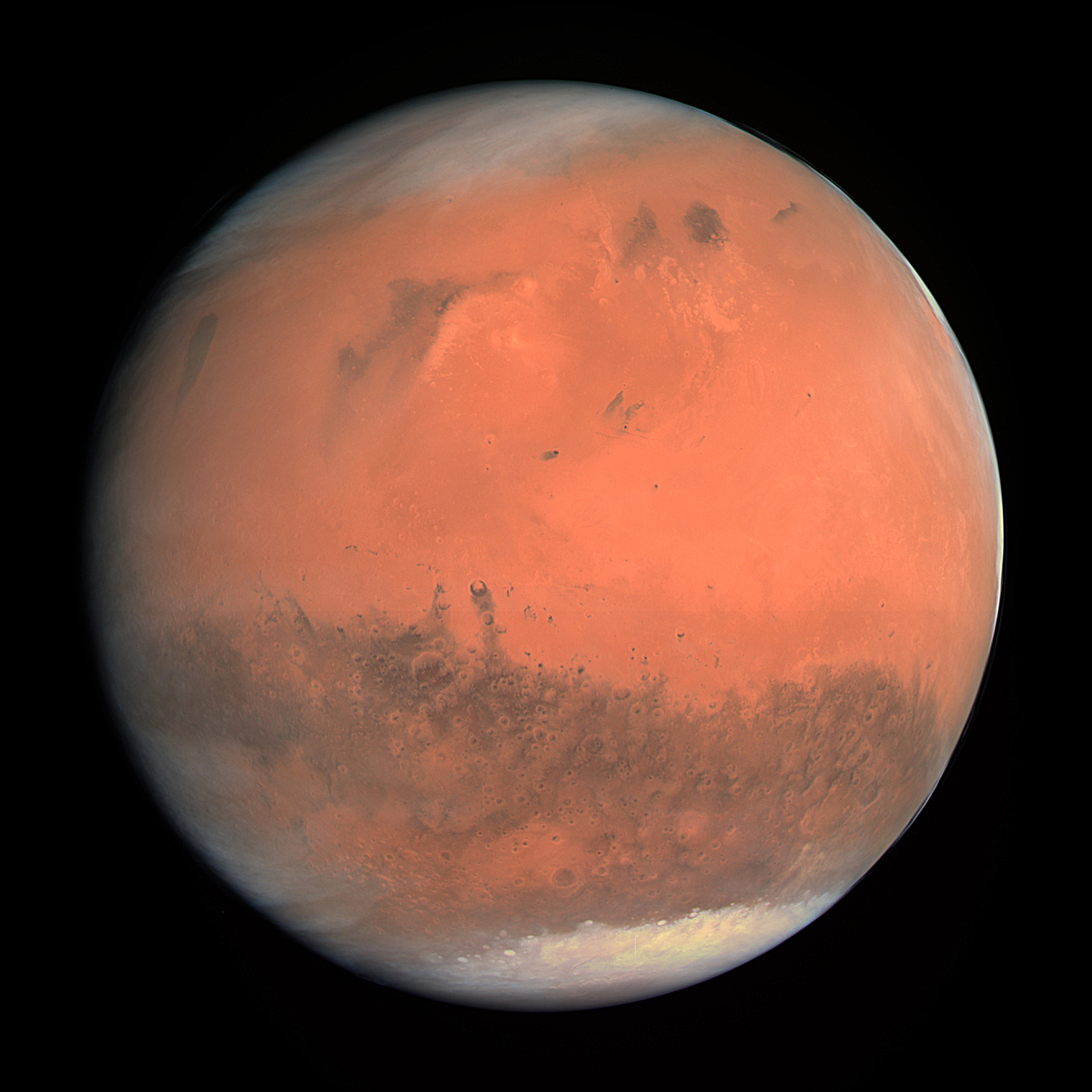
Mangala com a planeta malèfic de Mart

Els cossos planetaris divinitzadors i la seva importància astrològica es van produir ja en el període vèdic i es van registrar al Veda. Els planetes clàssics, inclòs Mart, es van fer referència a Atharvaveda a partir del segon mil·lenni aC. El Navagraha va ser afavorit per contribucions addicionals d'Àsia Occidental, incloent influències zoroastrianes i hel·lenístiques. El Yavanajataka, o "Ciència dels Yavanas", va ser escrit per l'indogrec anomenat "Yavanesvara" ("Senyor dels grecs") sota el govern del rei Kshatrapa occidental Rudrakarman I. El Yavanajataka escrit el 120 dC sovint s'atribueix a la normalització de l’astrologia índia. El Navagraha es desenvoluparia i culminaria a l'era Shaka Samvat amb la gent saces o escita. A més, les contribucions del poble saces serien la base del calendari nacional indi, que també s'anomena calendari saces.

## Iconografia
Està pintat de color vermell o flama, de quatre braços, portant trident (sànscrit: trishūla), maça (sànscrit: gadā), lotus (sànscrit: Padma) i una llança (sànscrit: shūla). La seva muntura (sànscrit: vahana) és un moltó. Presideix (dimarts).

## Altres noms
Mart (Mangala) també és anomenat:
- Angāraka (अङ्गारक) - Un qui és també color vermell
- Raktavarna (रक्तवर्ण) - El color del qual és com la sang.[10]
- Bhauma (भौम) - Fill de Bhumi.
- Lohitānga (लोहिताङ्ग) - Cos Vermell (Loha també significa Ferro, així que podria també Ferro roí).
- Kuja (कुज) - Ell qui neix de Terra.
- Bha (भ) - Brillant.[11]

## Versos de Mangala
La paraula Mangala és antiga, apareix per primera vegada al Rigveda (II mil·lenni aC), i és esmentada pel gramàtic Patanjali (~ segle ii aC), però no com a terme astrològic, més aviat per significar l'estructura "auspiciosa" (siddha) en arts literàries. Panini també l'esmenta al vers I.3.1 en un context similar. En els textos vèdics, afirma Christopher Minkowski, no hi ha esment de rituals propicis, ni d'un inici o moment propici d'un ritual, més aviat la "mangala" com a pràctiques propicioses que van sorgir en les tradicions índies durant l'època medieval (després de mitjan 1r mil·lenni dC), posteriorment es troba a l’hinduisme, el budisme i el jainisme. L'escola ritualista Mimamsa de l'hinduisme no incloïa cap vers de mangala (propici), relacionat amb l'avió "Mangala" en cap text al llarg del primer mil·lenni dC.
El Markendeya Puran té "मङ्गल्कवचम् स्तोत्र" referit al planeta "Mangal".